# 遠い道のり
『遠い道のり』（原題：最遙遠的距離、英題：he Most Distant Course）は、2007年の台湾映画。リン・チンチェ監督の初の長編劇映画で、主演はグイ・ルンメイ。
日本では、2007年の第20回東京国際映画祭「アジアの風」部門で上映され、その後、「台湾シネマコレクション2008」として2008年に東京・大阪で劇場公開された。
日本版DVDは2010年3月3日、エスピーオーから「珠玉のアジアン・ライブラリーVol.6」として発売された（『午後3時の初恋』と2枚組）。

## 出演
- グイ・ルンメイ - シャオユン
- モー・ズーイー - シャオタン……録音技師
- ジア・シャオグオ - ツァイ……精神科医

## おもな受賞
- 2007年ベネチア国際映画祭批評家週間最優秀作品賞

## 参考
- 「台湾シネマコレクション2008」パンフレット
- シネマトピックスオンライン 「遠い道のり」
- ムービーウォーカー 「遠い道のり」